# سغتران (بروتوكول اتصالات)
سغتران (بالإنجليزية: SIGTRAN)‏ هو مصطلح مشتق من الحروف الاولية للكلمتين الانجليزيتين (signaling transport) والتي تعني نقل الإشارة، SIGTRAN هو مجموعة من بروتوكولات شبكات الاتصالات تقوم بتحديد الوسائل والكيفية التي يمكن من خلالها نقل رسائل نظام الإشارة رقم 7 (Signaling System 7) للهواتف النقالة عبر شبكات بروتوكول الإنترنت بروتوكول إنترنت حيث تقدم مجموعة بروتوكولات SIGTRAN طبقة موالمَة وملائَمة موثوقة لتحمل إشارات بروتوكولات الاتصالات (نظام الإشارات 7 (SS7) وISDN) عبر بروتوكول الإنترنت.

بروتوكولات SIGTRAN هي امتداد للأسرة بروتوكولات SS7, وهو يدعم نفس انماط طبقة التطبيقات وإدارة المكالمات كما SS7 لكن يستخدم عنوان بروتوكول إنترنت (IP).
معايير SigTran تصف طريقة لتقديم إشارات نظام الإشارة رقم 7 (SS7) ونقلها عن طربق وسط ناقل على اساس بروتوكول إنترنت بحيث يتم الاحتفاظ بكل من خواص ومنافع SS7 من دون تغيير، وبهذا تسمح بروتوكولات (SIGTRAN) لشبكات الجيل المقبل (Next-generation network) المبنيه على اساس (بروتوكول إنترنت) بتبادل المعلومات مع شبكات الاتصالات الحاليه القائمة على بروتوكولات نظام الإشارة رقم 7 من دون التاثير على جودة الخدمة المقدمة.
إن البروتوكول الأكثر أهمية التي حددتها مجموعة SIGTRAN هو SCTP، الذي يستخدم لحمل إشارات SS7 عبر بروتوكول الإنترنت.

## بروتوكولات SIGTRAN
ان الهيكيلية العامة لبرتوكولات SIGTRAN تتكون من ثلاث طبقات هي:

### 1- طبقة تكييف وملائَمة
تتألف من إحدى هذه البروتوكولات:
- (ISDN User Adaptation (IUA
- Message Transfer Part 2 (MTP) User Peer-to-Peer Adaptation Layer (M2PA
- Message Transfer Part 2 User Adaptation Layer (M2UA
- Message Transfer Part 3 User Adaptation Layer (M3UA
- Signalling Connection Control Part (SCCP) User Adaptation (SUA
- (V5 User Adaptation (V5UA
- (DPNSS/DASS2 User Adaption (DUA

### 2-	طبقة نقل الإشارة المشتركة
- (Stream Control Transmission Protocol (SCTP

## روابط خارجية
- Signaling System No. 7 (SS7/C7): Protocol, Architecture, and Services. Full HTML version of the 2004 edition of the Dryburgh/Hewitt book (above).
- Signaling Transport (sigtran) WG - IETF Datatracker
- sigtran.org - Archived SIGTRAN website.
- openss7.org - open source implementations of SIGTRAN protocols.
- IEC Tutorial - IEC SS7 over IP (SIGTRAN) protocols [dead]
- Sergey Puzankov, Dmitry Kurbatov: How to Intercept a Conversation Held on the Other Side of the Planet, 2014-05-22, Positive Hack Days.
- Tobias Engel (SnoopSnitch), SS7: Locate. Track. Manipulate, 31c3, نادي كايوس للحاسوب، 2014-12-28.
- Karsten Nohl, Mobile Self Defense, 31c3, نادي كايوس للحاسوب، 2014-12-28.